# Enok (Schiff)

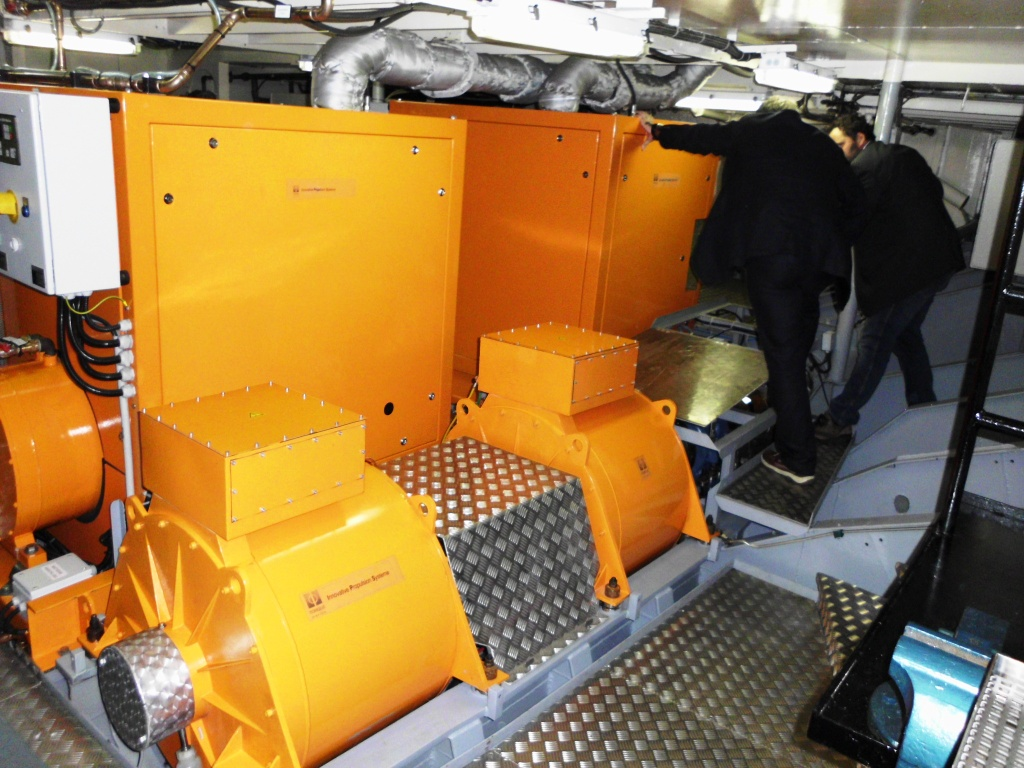
Blick in den Maschinenraum mit den gekapselten Dieselgeneratoren und elektrischen Fahrmotoren

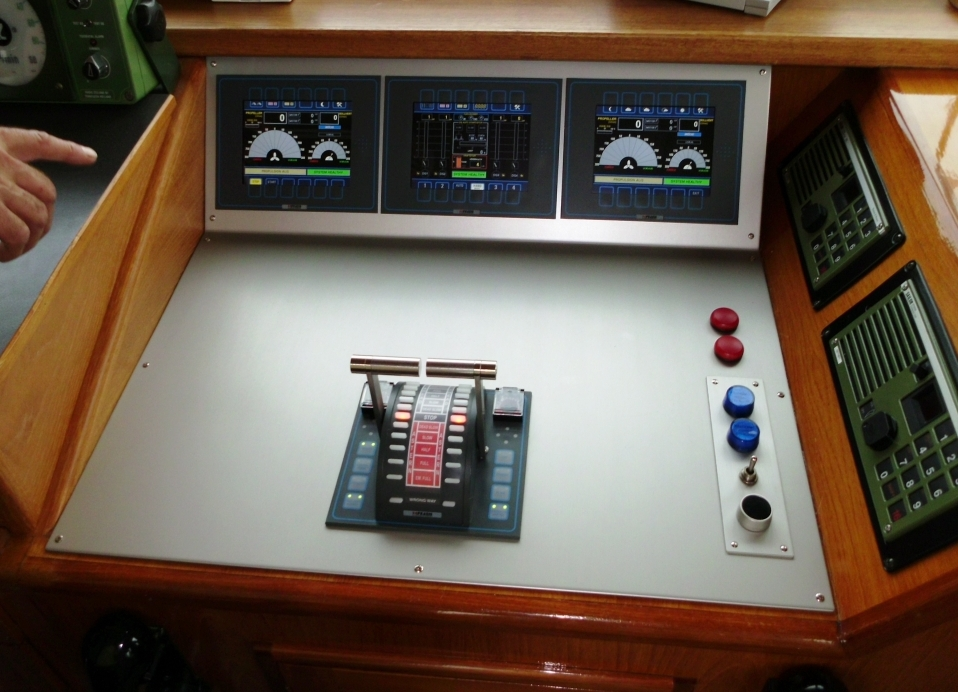
Brücke der Enok, Blick auf den Fahrstand der Antriebsanlage

Die Enok ist ein 1955 gebautes und 2010 auf dieselelektrischen Antrieb umgerüstetes Gütermotorschiff. Die Besonderheit dieses Antriebes sind elektrische Generatoren und Fahrmotoren, die mit Permanentmagneten zur Erregung und Frequenzumrichter ausgestattet sind. 

## Schiffsbeschreibung
Die Enok ist 85 m lang und 9,5 m breit. Die Tragfähigkeit des Schiffes beträgt 1.500 Tonnen bei einem Tiefgang von 2,5 m.
Die Enok wurde 1955 unter der Baunummer 1394 als Gerhard Jüttner auf der Werft Ruthof in Mainz-Kastel gebaut und nach Erwerb durch Torque Marine 2009 auf der Gebr. Friedrich-Werft in Kiel auf den dieselelektrischen Antrieb umgebaut. 

## Dieselelektrische Antriebsanlage
Bei der Umrüstung auf einen dieselelektrischen Antrieb wurden insgesamt vier schallgekapselte Dieselgenerator-Aggregate eingebaut, je zwei vorne und hinten. Außerdem wurden im Maschinenraum zwei elektrische Fahrmotoren für die beiden vorhandenen Propeller installiert. Die Leistung der Dieselgeneratoren wird über Gleichrichter in Gleichstrom umgewandelt und in den Zwischenkreis eingespeist. Daraus entnehmen die Elektromotoren ihre Antriebsleistung, die dann wieder über Umrichter in Drehstrom gewandelt wird. Damit werden die Vorteile des Drehstromes (geringer Verschleiß in den Generatoren und Motoren) mit den Vorteilen des Gleichstromes (keine Zeitverzögerungen beim Zuschalten eines Generators aufgrund der Synchronisation) kombiniert.
Diese innovative Antriebsanlage entstand bei der Firma Torque Marine (C.-D. Christophel; H.-H. Schramm) unter dem Einfluss des Entwicklungszentrums für Schiffstechnik und Transportsysteme (DST) in Duisburg auf Anregung von J. Zöllner. Damit soll den extrem unterschiedlichen Anforderungen (Bergfahrt, Talfahrt, Hochwasser, Niedrigwasser, mit unterschiedlichen vom Ladungsgewicht abhängigen Tiefgängen) in der Binnenschifffahrt besser entsprochen werden. Neben der schnelleren Anpassung an den Manöverbetrieb wird auch ein um 10–20 Prozent geringerer Brennstoffverbrauch erwartet.